# Stefan Sonderegger (Germanist)
Stefan Sonderegger (* 28. Juni 1927 in Herisau; † 7. Dezember 2017; heimatberechtigt in Heiden) war ein Schweizer germanistischer Sprachwissenschafter und Namenforscher. Er war ordentlicher Professor für germanische Philologie an der Universität Zürich.

## Leben
Stefan Sonderegger war ein Sohn von Albin Sonderegger, Stickereifabrikant, und Frieda Weiss sowie ein Neffe von Emil Sonderegger. Nach dem Besuch der Kantonsschule in St. Gallen absolvierte er ein Studium der Germanistik, der Vergleichenden Geschichte der germanischen Sprachen und der Historische Hilfswissenschaften (Paläographie und Diplomatik) an den Universitäten Zürich und Uppsala. 1955 promovierte er mit einer Dissertation zum Thema Orts- und Flurnamen des Landes Appenzell bei Rudolf Hotzenköcherle.
1961 zum ausserordentlichen, 1964 zum ordentlichen Professor für Germanische Philologie berufen, lehrte er bis zu seiner 1994 erfolgten Emeritierung an der Universität Zürich. Die althochdeutsche Sprache und Literatur, insbesondere auch das Althochdeutsche von St. Gallen, bildeten neben der germanistischen Wissenschaftsgeschichte und der Namenforschung den Schwerpunkt von Sondereggers Forschungen. Mit den Grundzügen deutscher Sprachgeschichte, erschienen 1979, legte er eine neue Darstellung der deutschen Sprachgeschichte nach systematischen Gesichtspunkten vor. Im Jahr 1979 war er Gastprofessor an der Universität Michigan in Ann Arbor, USA. Von 1980 bis 1982 wirkte er als Dekan der Philosophischen Fakultät I. 
Ab 1973 bis 1984 sass er im Forschungsrat des Schweizerischen Nationalfonds zur Förderung der wissenschaftlichen Forschung.
Sonderegger war ab 1960 Generalstabsoffizier der Schweizer Armee, ab 1973 Oberst und ab 1982 Brigadier sowie Chef des Truppeninformationsdienstes.

## Auszeichnungen
- 1977: Brüder-Grimm-Preis der Philipps-Universität Marburg, für Leistungen auf den Forschungsgebieten der Brüder Jacob und Wilhelm Grimm, insbesondere den Sprach- und Literaturwissenschaften, der Volkskunde, Rechtsgeschichte und der Geschichtswissenschaft.
- 1983: Ehrendoktor. Litt. D. h. c. der University of Dublin, Trinity College
- 1986: Oberrheinischer Kulturpreis der Goethestiftung Basel
- 1989: Fil. dr. h. c., Universität Uppsala
- 1990: Ausländisches Mitglied des Kungliga Humanistiska Vetenskaps-Samfundet i Uppsala
- 1992: Mitglied der Sprachwissenschaftlichen Kommission der Sächsischen Akademie der Wissenschaften zu Leipzig
- 1994: Offizier des Ordens von Oranien-Nassau
- 1994: Korrespondierendes Mitglied des Institut of Germanic Studies, University of London

## Veröffentlichungen (Auswahl)
- Die Orts- und Flurnamen des Landes Appenzell. Bd. I: Grammatische Darstellung. Huber, Frauenfeld 1958 (= Beiträge zur schweizerdeutschen Mundartforschung, 7).
- Die schweizerdeutsche Mundartforschung 1800–1959. Bibliographisches Handbuch mit Inhaltsangaben. Mit einem Geleitwort von Rudolf Hotzenköcherle. Huber, Frauenfeld 1962 (= Beiträge zur schweizerdeutschen Mundartforschung, 12).
- Althochdeutsch in St. Gallen. Ergebnisse und Probleme der althochdeutschen Sprachüberlieferung in St. Gallen vom 8. bis ins 12. Jahrhundert. Ostschweizer Druck und Verlag/Jan Thorbecke Verlag, St. Gallen/Sigmaringen 1972 (= Bibliotheca Sangallensis, 6).
- Althochdeutsche Sprache und Literatur. 1974 (Sammlung Göschen 8005). 3., durchgesehene und wesentlich erweiterte Auflage: De Gruyter, Berlin 2003 (= De Gruyter Studienbuch).
- Grundzüge deutscher Sprachgeschichte. Diachronie des Sprachsystems. Bd. I. Einführung. Genealogie. Konstanten. De Gruyter, Berlin / New York 1979.
- Germanica selecta. Ausgewählte Schriften zur germanischen und deutschen Philologie. Zum 75. Geburtstag des Autors hrsg. von Harald Burger und Elvira Glaser. Francke, Tübingen/Basel 2002.

Herausgeberschaft
- Forschungen zum alemannischen Sprachraum. Band 1–9, Huber & Co, Frauenfeld 1973–1984.
- mit Werner Besch, Anne Betten und Oskar Reichmann: Sprachgeschichte. Ein Handbuch zur Geschichte der deutschen Sprache und ihrer Erforschung. De Gruyter, Berlin / New York 1984 ff.; 2. Auflage ebenda 1998–2004 (= Handbücher zur Sprach- und Kommunikationswissenschaft. Band 2).

Schriftenverzeichnisse
- Schriftenverzeichnis Stefan Sonderegger. Zusammengestellt von Hans-Peter Schifferle. In: Harald Burger, Alois M. Haas, Peter von Matt (Hrsg.): Verborum amor. Studien zur Geschichte und Kunst der deutschen Sprache. Festschrift für Stefan Sonderegger zum 65. Geburtstag. Walter de Gruyter, Berlin / New York 1992, S. 783–830.
- Schriftenverzeichnis Stefan Sonderegger. In: Harald Burger, Elvira Glaser (Hrsg.): Germanica selecta. Ausgewählte Schriften zur germanischen und deutschen Philologie. Zum 75. Geburtstag des Autors. A. Francke Verlag, Tübingen/Basel 2002, S. 645–653.